# Sellraintalstraße
De Sellraintalstraße (L13) is een 26,78 kilometer lange Landesstraße (lokale weg) in de districten Imst en Innsbruck Land in de Oostenrijkse deelstaat Tirol. De weg begint in het wintersportoord Kühtai en sluit daar aan op de Kühtaistraße (L237). Hier is gelijk de 2017 meter hoge pashoogte van de Kühtaisattel gelegen. De weg loopt vervolgens door het Sellraintal langs Kematen in Tirol om net ten oosten van Zirl aan te sluiten op de Tiroler Straße (B171). De weg volgt het verloop van de rivieren Stockacher Bach, Zirmbach en Melach stroomafwaarts. Op het traject van de Sellraintalstraße bevinden zich meerdere constructies ter bescherming van de weg tegen lawines. Zo liggen, vanaf Kühtai bezien, achtereenvolgens de 398 meter lange Wurmtalgalerie en de 322 meter lange Herrgottsschrofengalerie (gebouwd tussen 1998 en 2000), de 200 meter lange Rauheneckgalerie (gebouwd tussen 1993 en 1995) en de 530 meter lange Mugkögele- und Marcheckgalerie (gebouwd in 1989 en 1991). Desondanks is de weg zowel in de winter als in de zomer geregeld afgesloten voor verkeer na sneeuw- of rotslawines en overstromingen van de rivier de Melach.,, Het beheer van de straat valt onder de Straßenmeisterei Zirl.